# Alice Sabatini
Alice Sabatini (* 12. Oktober 1996 in Montalto di Castro) ist eine italienische Basketballspielerin (Santa Marinella Basket – Serie A2) und die Miss Italien 2015.
Sabatini stammt aus Montalto di Castro. Sabatini gewann 2015 den Schönheitswettbewerb Miss Italien, dabei war sie eine der wenigen Misses, die den Wettbewerb mit kurzen Haaren gewannen. Für Aufsehen sorgte ihre Aussage, sie hätte gerne 1942 gelebt, um den Zweiten Weltkrieg miterleben zu können.
Sie studiert Modedesign und ist mit dem italienischen Basketballspieler Gabriele Benetti verlobt.

## Belege
1. ↑  Miss Italia, vince Alice Sabatini - Ultima ora - Ansa.it. 21. September 2015, abgerufen am 14. Oktober 2024 (italienisch).
2. ↑   L'Albo d'Oro delle Miss dal 1939. Abgerufen am 14. Oktober 2024.
3. ↑  Comunicato Stampa (Memento des Originals vom 23. September 2015 im Internet Archive)  Info: Der Archivlink wurde automatisch eingesetzt und noch nicht geprüft. Bitte prüfe Original- und Archivlink gemäß Anleitung und entferne dann diesen Hinweis.
4. ↑  Spiegel: Schönheitskönigin in der Kritik: Miss Italia hätte gern im Krieg gelebt. Artikel vom 23. September 2015, abgerufen am 29. September 2015.
5. ↑  FAZ: Die Äußerungen der Miss Italia: Mein Lieblingsjahr? 1942!. Artikel vom 24. September 2015, abgerufen am 29. September 2015.
6. ↑  Alice Sabatini, stress da Miss Italia: «Ero ingrassata 15 chili e ho vissuto momenti difficili», leggo.it, 12. Juli 2018

| Personendaten    | Personendaten                                          |
| ---------------- | ------------------------------------------------------ |
| NAME             | Sabatini, Alice                                        |
| KURZBESCHREIBUNG | italienische Basketballspielerin und Miss Italien 2015 |
| GEBURTSDATUM     | 12. Oktober 1996                                       |
| GEBURTSORT       | Montalto di Castro                                     |